# Rue Saint-Ambroise
La rue Saint-Ambroise est une voie du 11e arrondissement de Paris, en France.

## Situation et accès
La rue Saint-Ambroise est une voie publique située dans le 11e arrondissement de Paris. Elle débute au 2, rue de la Folie-Méricourt et se termine au 67, rue Saint-Maur.

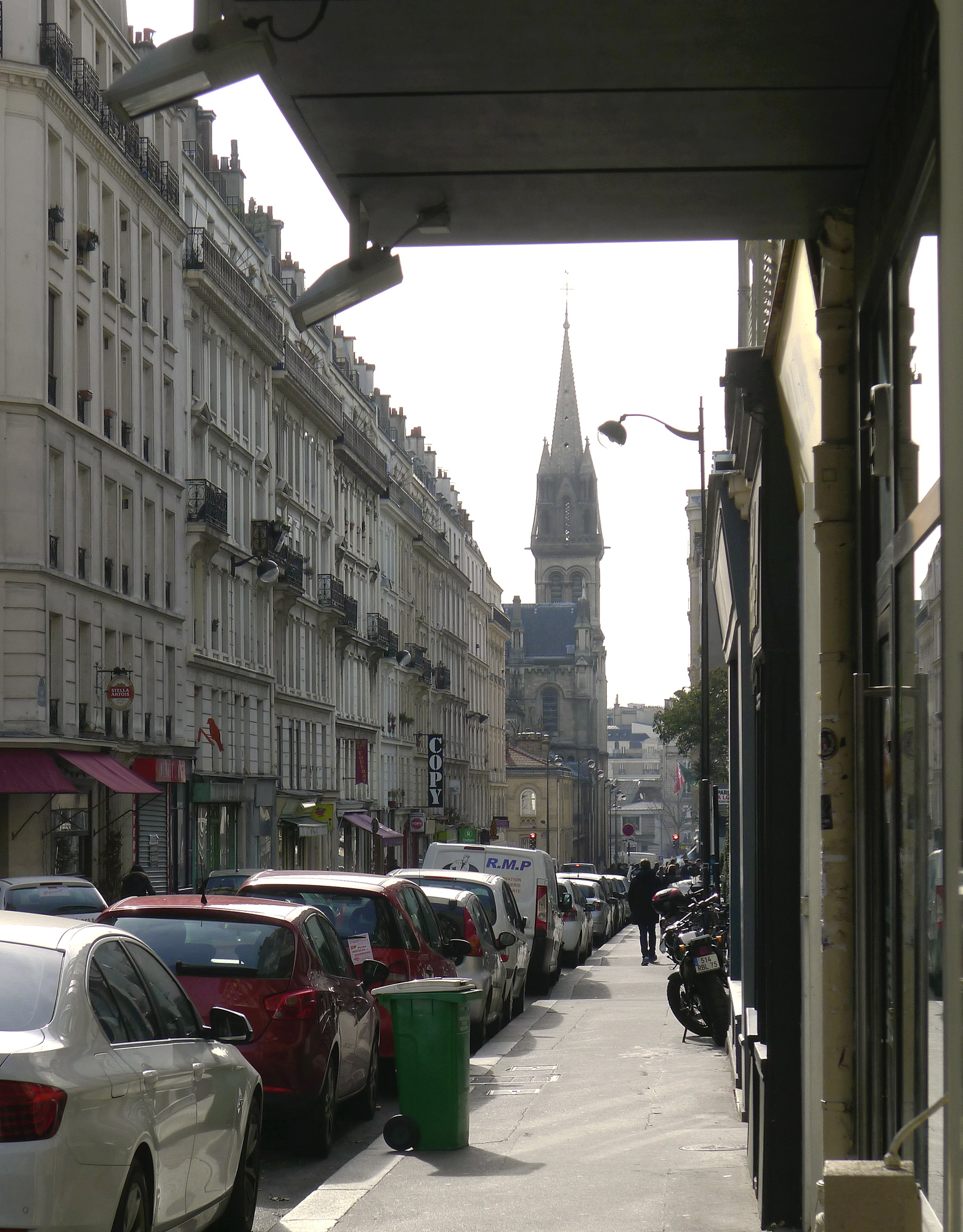
Rue vue depuis la rue Saint-Maur ; en arrière-plan, l'église Saint-Ambroise.

## Origine du nom
Cette rue doit son nom au voisinage de l'église Saint-Ambroise. 

## Historique
La rue est ouverte en 1783 sur l'emplacement de l'ancien couvent des religieuses annonciades du Saint-Esprit supprimé en 1782. 
Elle porta d'abord le nom de « rue des Annonciades », puis en 1802, elle fut dénommée « rue Saint-Ambroise ».
La partie située du côté des numéros pairs entre la rue Saint-Maur et l'avenue Parmentier marquait la limite des abattoirs de Ménilmontant.